# 斯维亚托斯拉夫·雅罗斯拉维奇 (特维尔)
斯维亚托斯拉夫·雅罗斯拉维奇（俄语：Святослав Ярославич，?—约1285年），特维尔大公，1271年至1285年在位。
斯维亚托斯拉夫·雅罗斯拉维奇是特维尔公王朝的创建者雅罗斯拉夫·雅罗斯拉维奇的长子。1267年，他与弟弟米哈伊尔·雅罗斯拉维奇被父亲派去支援诺夫哥罗德人抵御立窝尼亚骑士团的侵略。两位王子参加了与敌人的战斗。1271年父亲去世后，斯维亚托斯拉夫·雅罗斯拉维奇继承了特维尔的公位。
1272年，斯维亚托斯拉夫帮助自己的叔叔、弗拉基米尔大公瓦西里·雅罗斯拉维奇与佩列斯拉夫尔王公德米特里·亚历山德罗维奇（他是斯维亚托斯拉夫的侄子）作战。这场战争使他领地内的重要城市别热茨克被毁。斯维亚托斯拉夫·雅罗斯拉维奇后来的经历不详。
| 前任： 雅罗斯拉夫·雅罗斯拉维奇 | 特维尔大公 1271—1285年 | 繼任： 米哈伊尔·雅罗斯拉维奇 |